# Évreux-ház

Az évreux-i grófok címere

Az Évreux-ház a Capeting-ház oldalága. A Capeting-dinasztia fő ágát követte a navarrai trónon, miután II. Johanna navarrai királynő 1328-ban feleségül ment Fülöphöz, Évreux grófjához, I. Lajos évreux-i gróf fiához és III. Fülöp francia király unokájához.

II. Károly navarrai király címere

## Navarra uralkodói
Navarra királyai kerültek ki ebből az uralkodóházból 1328 és 1441 között:
- III. Fülöp navarrai király (1306–1343), ur.: (1328–1343), I. Lajos évreux-i gróf fia
- II. Károly navarrai király  (1332–1387), ur.: (1349–1387), III. Fülöp navarrai király fia
- III. Károly navarrai király (1361–1425), ur.: (1387–1425), II. Károly fia
- I. Blanka navarrai királynő (1387–1441), ur.: (1425–1441), III. Károly lánya

## Egyéb híres családtagjai
- I. Lajos évreux-i gróf (1276–1319), III. Fülöp francia király fia
- Évreux-i Johanna francia királyné (1307–1371), I. Lajos évreux-i gróf lánya és IV. Károly francia király 3. felesége
- Navarrai Mária aragóniai királyné (1329/30–1347), III. Fülöp navarrai király lánya és IV. Péter aragóniai király 1. felesége
- Navarrai Johanna foix-i grófné (1382–1413), III. Károly lánya, I. János foix-i gróf 1. felesége

## Külső hivatkozások
- FMG/France. Capetian Kings genealogy – 2011. március 23.